# Z50-es zónázó személyvonat
A Z50-es zónázó személyvonat egy budapesti elővárosi vonat Budapest-Nyugati pályaudvar és Cegléd, illetve Szolnok között. Budapest és Monor (zónahatár) között csak néhány budapesti állomáson áll meg, Monor és Szolnok között minden állomáson és megállóhelyen. Vonatszámuk négyjegyű, a ceglédieknek 28-cal, a Szolnokig közlekedőknek 26-tal kezdődik.

## Története
2014. december 14-én vezették be az új menetrendet a ceglédi vasútvonalon, ekkor indult el a Z50-es zónázó személyvonat is. Budapesttől Monorig csak Zugló, Kőbánya alsó, Kőbánya-Kispest és Ferihegy állomásokon és megállóhelyeken áll meg. A vonatok többsége csak Ceglédig közlekedik illetve onnan is indul. Szolnokig munkanapokon 3 vonat közlekedik, 4 pedig onnan indul. Hétvégén egyetlen sem indul Szolnokról és nem is érkezik oda.
2021. április 6-ától június 18-áig felújítás miatt Üllő állomáson és Hosszúberek-Péteri megállóhelyen is megállt.

## Járművek
A járat jellemzően Stadler KISS emeletes motorvonattal, hétköznap csúcsidőben V43 mozdony által továbbított fecske Bhv kocsikkal és BDt vezérlőkocsival, valamint TRAXX mozdony által vontatott BVhmot mellékkocsikkal (Bmx), halberstadti vezérlőkocsival (Bybdtee) van kiállítva.

## Útvonala
A vonatok ütemes menetrend szerint, minden óra ugyanazon percében indulnak és érkeznek mindegyik állomásra.
| 0  | 0                  | Budapest-Nyugati végállomás | 92 | 69 | 9, 26, 91, 191, 226, 291 4, 6 72, 73 S20 , S21 , S50 , S70 , G70 , Z70 , S71 , G71 , S72 , Z72 , IC, InterRégió, EC, EN                                                                              |
| 6  | 6                  | Zugló                       | 85 | 62 | 5, 7, 7E, 8E, 108E, 110, 112, 133E 1, 1A 72 S20 , S21 , S50 , G50 , IC, InterRégió |
| 11 | 11                 | Kőbánya alsó                | 80 | 57 | 9, 95, 117, 151, 162, 185, 195, 217, 217E, 262 3, 28, 28A, 62, 62A 73 S20 , S21 , S50 , G50 |
| 15 | 15                 | Kőbánya-Kispest             | 76 | 53 | 68, 85, 85E, 93, 93A, 98, 98E, 132E, 136, 148, 151, 182, 182A, 184, 193E, 200E, 202E, 268, 282E, 284E 575, 576, 577, 578, 580, 581 S20 , S21 , S36 , G43 , S50 , G50 , IC, InterRégió, expresszvonat |
| 21 | 21                 | Ferihegy                    | 70 | 47 | 166, 200E, 236, 236A, 266 575, 576, 578, 580, 581 S20 , S50 , IC, InterRégió, expresszvonat |
| 35 | 35                 | Monor                       | 56 | 33 | 513, 514, 515, 516, 517, 518, 585, 586, 587, 590, 591, 595 S20 , S50 , G50 |
| 41 | 41                 | Monorierdő                  | 50 | 27 | 588 S20 , S50 , G50 |
| 45 | 45                 | Pilis                       | 46 | 23 | 590, 591, 595 S20 , S50 , G50 |
| 51 | 51                 | Albertirsa                  | 40 | 17 | 564, 565, 567, 568, 569, 570 S20 , S50 , G50 |
| 56 | 56                 | Ceglédbercel                | 36 | 13 | S20 , S50 |
| 59 | 59                 | Ceglédbercel-Cserő          | 33 | 10 | 564, 565 S20 , S50 |
| 63 | 63                 | Budai út                    | 29 | 6  | 564, 565 S20 , S50 |
| 69 | 71                 | Cegléd végállomás           | 23 | 0  | 520, 521, 522, 525, 526, 528, 531, 535, 537, 539, 540, 541, 542, 550, 552, 553, 555, 556, 558, 559, 560, 561, 562, 564, 565, 566 S20 , S50 , G50 , IC, InterRégió, expresszvonat                     |
|    | 82                 | Abony                       | 11 |    | 535 S50 , G50 , InterRégió, expresszvonat |
| 92 | Szolnok végállomás | 0                           | 533, 534, 537, 538, 553 Távolsági járatok 2Y, 6, 6Y, 7, 8, 8Y, 13, 13Y, 14, 15, 15Y, 16, 17, 24, 24A, 27, 33, 38 S50 , G50 , S60 , G60 , Z60 , S220 , S820 , IC, EC, InterRégió, gyorsvonat, expresszvonat |    | |